# Cabeção do Forró
Cabeção do Forró é um compositor de música popular brasileira.
É conhecido por suas composições de forró em conjunto com Raniere Mazilli e Zé Hilton. Teve suas obras interpretadas por diversos artistas, tais como Wesley Safadão, Xand Avião (quando pertencia ao Aviões do Forró), Bruno & Marrone e outros.
Sua composição mais notória é "Tentativas em Vão" cantada por Wesley Safadão e Bruno & Marrone.